# فرودگاه امبری
فرودگاه امبری (به انگلیسی: Ambri Airport) یک فرودگاه خصوصی است که یک باند فرود آسفالت دارد و طول باند آن ۱۹۹۰ متر است. این فرودگاه در کشور سوئیس قرار دارد و در ارتفاع ۹۸۰ متری از سطح دریا واقع شده است.